# Самсон Тіджані
Самсон Окікіола Тіджані (англ. Samson Okikiola Tijani, нар. 17 травня 2002) — нігерійський футболіст, півзахисник «Ред Булла» (Зальцбург) та збірної Нігерії.

## Клубна кар'єра
Тіджані розпочав займатись футболом на батьківщині в спортивному клубі «Коллінз Едвін», а 17 липня 2020 року підписав контракт із клубом австрійської Бундесліги «Ред Булл» (Зальцбург). Через місяць, 14 серпня, молодий гравець для отримання ігрової практики був відданий в оренду «Гартбергу» на сезон. Він дебютував за клуб 30 серпня проти нижчолігового «Дорнбірнера» (7:0) у Кубку Австрії, відігравши повний матч. 12 вересня дебютував і у Бундеслізі в матчі проти «Альтаха» (1:1), вийшовши у стартовому складі та зіграв 71 хвилину. Всього за сезон африканець зіграв у 18 іграх, але не віддав жодного гола чи результативної передачі. По закінченні сезону повернувся до «Ред Булла», де здебільшого грав за фарм-клуб «Ліферінг» у Другій лізі.
6 лютого 2022 року дебютував за «Ред Булл» (Зальцбург) в Кубку Австрії проти ЛАСКа, вийшовши на заміну замість Ніколаса Капальдо на 89-й хвилині. До кінця сезону він зіграв загалом у п'яти іграх за клуб в усіх турнірах, вигравши «золотий дубль».
22 липня 2022 року у матчі з «Аустрією» (Відень) Тіджані отримав перелом великогомілкової кістки, через що пропустив весь сезон 2022/23. Після відновлення, 23 серпня 2023 року Тіджані приєднався до «Вольфсбергера» на правах оренди на один сезон, провівши 27 матчів у Бундеслізі.

## Виступи за збірну
Тіджані з юнацькою збірною Нігерії до 17 років брав участь у юнацькому кубку африканських націй в Танзанії, де був капітаном команди та зіграв усі п'ять ігор своєї команди, а нігерійці посіли 4 місце та кваліфікувалися на юнацький чемпіонат світу 2019 року у Бразилії. Там у дебютному матчі проти Угорщини Тіджні зробив дубль, а Нігерія перемогла з рахунком 4:2.. Згодом він зіграв і у наступних трьох іграх, а Нігерія вилетіла у 1/8 фіналу.
9 жовтня 2020 року Тіджані дебютував у національній збірній Нігерії в товариському матчі проти Алжиру (0:1).

## Досягнення
- Чемпіон Австрії: 2021/22, 2022/23
- Володар Кубка Австрії: 2021/22